# Ichijō Tadamasa
Ichijō Tadamasa (一条 内政?; 1560 – 2 luglio 1580) è stato un samurai giapponese del periodo Sengoku appartenente al clan Ichijō.

## Biografia
Figlio di Ichijō Kanesada e Cristiano come suo padre, sposò una figlia di Chōsokabe Motochika, e ricevette da quast'ultimo il titolo di Tosa no kokushi, anche se mantenne la sua autorità.
Nel 1580 si ribellò al suocero, ma dopo esser stato sconfitto fuggì a Henoura nella provincia di Iyo dove, si racconta, fu avvelenato da Motochika. Suo figlio Chikamasa fu affidato a Kureda Sadasuke da cui il nome Kureda Gosho che gli fu dato. Dopo la caduta dei Chōsokabe si recò a Kyoto dove visse in ritiro.